# Crestado chino
El Crestado Chino es una raza de perro sin pelo de compañía de pequeño tamaño (entre 5 y 7 kg).
Como la mayor parte de las razas de perro sin pelo, el crestado chino tiene dos variedades, con o sin pelo, conocidas en inglés como hairless (sin pelo) y powderpuff (con pelo).

## Descripción
De entrada, las variedades sin pelo y powderpuff parecen dos razas diferentes, pero la calvicie es provocada por una mutación en el gen foxi3 que es un gen dominante incompleto y letal en homocigosis que da lugar a la variedad sin pelo. El que no tiene pelo tiene la piel suave, como la humana y conserva mechones en las patas (calcetines) y en la cabeza (cresta). Además de ser un gen dominante incompleto, el gen sin pelo tiene un efecto prenatal letal, el homocigotismo. Los cigotos afectados con doble gen sin pelo (el 25%), no llegan a vivir y se reabsorben, con lo que todos los crestados vivos son heterocigóticos.

## Historia
No hay nada realmente claro en la historia de la raza Crestado Chino. Lo único que se puede afirmar con seguridad es que, como las demás razas "desnudas" y algunas razas "primitivas", procede del Canis africanus y no del Canis comunis, del que proceden la mayoría de las razas de perros domésticos conocidos.[cita requerida]
El nombre tiene una razón lógica y evidente en lo que a "crestado" se refiere; tienen cresta en la cabeza. Por el contrario, el origen chino es algo casual. 
Las razas desnudas que se conocen parecen proceder todas de América Latina. Los más conocidos y reconocidos por la FCI son el Xoloitzcuintle mexicano y el Perro sin pelo del Perú,  ambos con las variedades genéticas del Crestado Chino: se presentan en las dos variedades: desnudo y con pelo.
A este respecto, se especula que los marineros de China pudieran llevar a su territorio imperial en sus barcos algunos de los ejemplares de esas razas o sus antecesoras como regalos a sus jefes. Con el tiempo, la raza se diferenciaría de las otras sin pelo por el tamaño y por la evidente presencia de la cresta, el penacho en la cola y los "calcetines" en las patas, que hacen del Crestado Chino una raza diferenciada y consolidada.  
Cuanto tiempo hubo Crestados Chinos en China es algo que no se sabe con certeza, entre otras cosas porque ahora no hay Crestados en China. Entonces, ¿por qué no se perdió la raza? Porque los británicos llevaron ejemplares de Crestados al imperio británico y conservaron sus características hasta tiempos recientes. 
Así es, fueron los británicos, una vez, quienes recuperaron la raza y la mejoraron hasta hacerla como es hoy día. Por su parte, los estadounidenses han hecho también mucho por la evolución de la raza pero siempre partiendo de líneas británicas. En general podríamos decir que en EE.UU se ha cuidado más el carácter, no olvidemos que los orígenes de la raza son primitivos y tal vez menos "domésticos" de lo habitual.
Hasta hace relativamente muy poco tiempo, la variedad con pelo (powder puff) no se podía presentar en competiciones de belleza, aunque siempre se usó y se sigue usando para la cría y mejora de la raza.
Ambas variedades están igualmente reconocidas y valoradas tanto en la cría como en la exposición, compiten juntas en la inmensa mayoría de los países, desnudos y con pelo nacen en la misma camada y, excepto en el manto, tienen el mismo estándar.